# Papa Martinho I
Martinho I (Todi, 21 de junho de 590 — Quersoneso, 16 de setembro de 655) foi o Papa da Igreja Católica.

## Carreira
Eleito em 21 de julho de 649, foi durante o seu papado que se celebrou pela primeira vez a festa da "Virgem Imaculada", em 25 de Março.
Passou mais de três anos, dos seus seis anos de pontificado, no exílio e na prisão.
Em 649, convocou um concílio em Latrão, no qual definiu a doutrina católica sobre a vontade e a natureza de Cristo, condenando os monotelistas que só admitiam em Cristo a existência da vontade divina.
Condenou e afastou os escritos dos imperadores bizantinos Heráclio (a Ecthesis) e Constante II, que enviou o exarca Olímpio para aprisioná-lo e levá-lo a Constantinopla. Porém, Olímpio morreu antes de executar a ordem imperial. O imperador nomeou novo exarca, Teodoro Calíope, que aprisionou o papa, levando-o a Constantinopla, onde sofreu juízo infame, sendo condenado à morte. Após ser forçado a renunciar, teve a pena capital suspensa, sendo encarcerado e submetido a maus-tratos. Ele foi desterrado para a ilha de Naxos e declarado herege, inimigo da Igreja e do Estado.
Martinho saiu de Roma aprisionado em 18 de junho de 653 e foi mantido no exílio até a sua morte em setembro de 655. O que aconteceu com o comando da Santa Sé depois de sua partida, até a eleição do seu sucessor, não é bem conhecido. Segundo os estudiosos, era usual naquela época, quando da vacância do cargo ou ausência do papa, que a Igreja fosse governada pelo Arcipreste, ou pelo Arcediago, ou ainda pelo primicério dos notários. Depois de cerca de um ano e dois meses, em 10 de agosto de 654, foi eleito o seu sucessor Eugênio I. Apesar da eleição do Papa Eugênio I, as fontes consideram o fim do pontificado do Papa Martinho I como sendo a data de sua morte, 16 de setembro de 655, cerca de um ano e um mês depois da eleição de seu sucessor.
Martinho faleceu em Quersoneso (atual Sebastapol, cidade portuária pertencente à Crimeia, ao sul da Ucrânia), a 16 de setembro de 655.
A maior parte das suas relíquias foram transferidas para Roma, onde repousam na basílica de San Martino ai Monti.